# Globularia nudicaulis
Globularia nudicaulis är en grobladsväxtart. Globularia nudicaulis ingår i släktet bergskrabbor, och familjen grobladsväxter.

## Underarter
Arten delas in i följande underarter:
- G. n. gracilis
- G. n. nudicaulis

## Bildgalleri

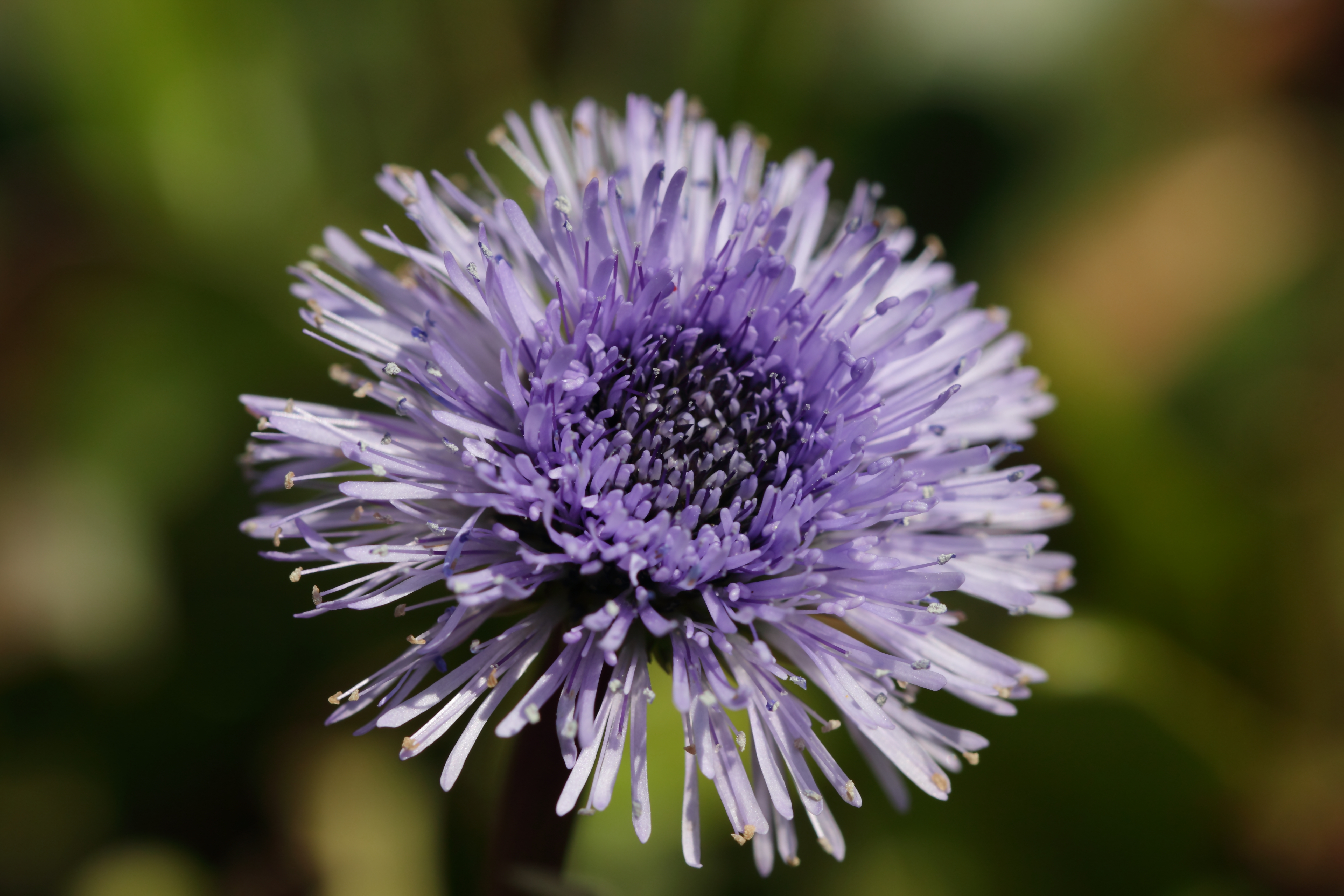